# Ponto fixo

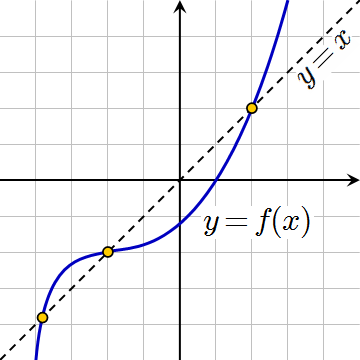
Uma função com três pontos fixos

Em matemática, define-se ponto fixo como o ponto que não é alterado por uma aplicação.
Mais precisamente, se {\displaystyle f} é uma função {\displaystyle f:\mathbb {S} \to \mathbb {S} }, um ponto fixo de {\displaystyle f} é todo ponto {\displaystyle x^{*}\in \mathbb {S} } tal que:
{\displaystyle f(x^{*})=x^{*}}

## Exemplos
Toda aplicação linear possui um ponto fixo trivial (o vetor nulo):
{\displaystyle T0=0}
Toda função polinomial nos números complexos de grau {\displaystyle n>1}, possui pontos fixos:
{\displaystyle P(x)=x} equivale à equação polinomial:
{\displaystyle P(x)-x=0} que possui solução pelo teorema fundamental da álgebra.

## Pontos fixos atrativos

A iteração do ponto fixo x_{n+1} = cos x_{n} com valor inicial x1 = -1.

Considere a seqüência em um espaço métrico {\displaystyle \mathbb {X} }:
- {\displaystyle x_{0}=x_{0}\in \mathbf {X} }
- {\displaystyle x_{n+1}=f(x_{n})}

Suponha ainda que {\displaystyle f(x)} é contínua.
Sabe-se que se a seqüência é convergente, então a continuidade implica que {\displaystyle x_{n}} convirja para um ponto fixo.

## Teoremas que garantem a existência de ponto fixo
A pergunta que surge é quais são as condições suficientes para que de fato ocorra um ponto fixo. Existem numerosos teoremas em diferentes partes da matemática que garantem que as funções, desde que satisfaçam determinadas condições, têm pelo menos um ponto fixo. Estes estão entre os resultados mais básicos qualitativos disponíveis. Tais teoremas de ponto fixo que se aplicam em geral fornecem informações valiosas.
São exemplos de teoremas de ponto fixo:
- Teorema do ponto fixo de Banach, para contrações uniformes em espaços métricos completos
- Teorema do ponto fixo de Brouwer em espaços de dimensão finita: estabelece a existência de pontos fixos baseados em critérios de convexidade
- Teorema do ponto fixo de Schauder em espaços de Banach: também estabelece a existência de pontos fixos baseados em critérios de convexidade
- Teorema da contração, para contrações em espaço métricos completos compactos.
- Teorema do ponto fixo de Kakutani: um teorema de ponto fixo para correspondências que é uma generalização do teorema do ponto fixo de Brouwer. Ele fornece condições suficientes para que uma correspondência (função multivalorada) com valor definido em um subconjunto convexo e compacto de um espaço euclidiano tenha um ponto fixo.

## Métodos numéricos
Um método numérico bastante utilizado para encontrar o zero de uma função {\displaystyle f(x)} consiste em buscar o ponto fixo da aplicação:
{\displaystyle g(x)=x-\lambda f(x)}
A técnica consiste em encontrar um valor de {\displaystyle \lambda } para o qual {\displaystyle g(x)} possui um ponto fixo atrativo. O método de Newton é baseado nesta técnica.

## Aplicação
Em muitos campos, equilíbrio ou estabilidade são conceitos fundamentais que podem ser descritos em termos de pontos fixos. Por exemplo, em economia, um equilíbrio de Nash de um jogo é um ponto fixo de correspondência do jogo com melhor resposta. Em física, mais precisamente na teoria das transições de fase, linearização perto de um ponto fixo instável levou ao prêmio Nobel de Wilson, com a invenção do grupo de renormalização, e da a explicação matemática do "fenômeno crítico".
O conceito de ponto fixo pode ser usado para definir a convergência de uma função.